# Demósthenes Correa de Syllos
Demosthenes (Casa Branca, São Paulo, 17 de enero de 1892-São Paulo, Brasil, 11 de agosto de 1961) fue un futbolista de Brasil que jugó en la posición de delantero.

## Carrera

### Club
| Periodo   | Club                 |
| --------- | -------------------- |
| 1910-1911 | AA Mackenzie College |
| 1912-1919 | Palestra Italia      |

### Selección nacional
Jugó para Brasil en una ocasión, en la Copa América 1916 donde anotó un gol en el empate 1-1 ante Chile y ayudó a Brasil a ganar la medalla de bronce.